# Louis-Jules du Châtelet
Louis-Jules du Châtelet, né le 8 août 1594, officier du roi, gouverneur d'Aigues-Mortes avant d'être déchu de son poste et de voir ses biens un temps saisis pour avoir pris le parti de Gaston, frère du roi Louis XIII. À la fin de sa vie il réintégra ses charges et décéda en 1671.

## Mariage et descendance
Louis-Jules du Châtelet issu de la branche dite de Pierrefitte de la maison du Châtelet était le fils de Louis du Châtelet et de Ursule Ruden de Collenberg. Il se maria avec Christine de Gleseneuve, le 25 février 1618 à Bar et eurent pour enfants:
1. Godefroy (1619, † 8 mai 1640), aide de camp des armées du roi et qui mourut à 21 ans
2. Philippe, mort en bas âge
3. François, mort en bas âge
4. Charles qui suit
5. Charles-Antoine, marquis du Châtelet et de Cirey, comte de Game et de Marigny
6. Marie, morte en bas âge
7. Antoinette, morte en bas âge
8. Nicole-Françoise, épousa Charles de Broussel
9. Diane, religieuse à l'abbaye royale de Saint-Pierre de Reins
10. Louise, religieuse à l'abbaye royale de Saint-Pierre de Reins
11. Madeleine, religieuse aux Annonciades de Joinville
12. Bonne-Françoise, religieuse Ursuline à Bar-sur-Aube

## Brillant début de carrière militaire
Louis-Jules du Châtelet aimait le faste et avait une passion pour le métier des armes. Il avait un caractère bouillant et s'était fait remarquer dès sa jeunesse tant en France qu'en Allemagne comme le prouve en 1620 une lettre de Maximilien, duc de Bavière s'apprêtant à faire la guerre à Frédéric V et déplorant que Louis-Jules du Châtelet ne fut pas employé à la levée des troupes qu'il fit en Lorraine. En 1624, il était conseiller du duc de Lorraine, gentilhomme de sa chambre et enseigne de la compagnie des gens d'armes. En 1629, il accompagne Louis XIII dans sa guerre contre les huguenots des Cévennes où il se distingue et en 1630, le roi le nomme maréchal de ses camps et armées et gouverneur d'Aigues-Mortes. La même année, il devient le grand-chambellan de Gaston, frère de Louis XIII, aussi appelé Monsieur.

## Le mauvais choix
À la suite de l'éloignement forcée de Marie de Médicis de la cour en 1629, Gaston retiré dans son fief orléanais, prétexta l'affront fait à sa mère pour rassembler des troupes contre son frère, le roi. Mais devancé par ce dernier, il fut obligé de fuir jusqu'en Lorraine avec ses courtisans. Louis XIII fit déclarer criminels de lèse-majesté tous ceux qui lui étaient venus en aide. La chambre des domaines de Troyes rendit plusieurs arrêts et notamment contre Louis-Jules du Châtelet qui vit sa terre de Cirey confisquée au profit du roi qui la donna à Claude de Lennoncourt, gouverneur de Lorraine et du Barrois, qui la céda cinq semaines plus tard à son tour. On retira également à Louis-jules du Châtelet son titre de gouverneur d'Aigues-Mortes. À la suite de cette condamnation, la séparation des biens entre lui et sa femme fut prononcée.
Gaston qui avait épousé secrètement Marguerite, sœur du duc de Lorrain fut contraint de quitter cette cour pour Bruxelles où venait d'arriver sa mère. Gaston rentra en Lorraine à la tête d'une petite troupe jusqu'au Languedoc où le Duc de Montmonrency lui avait promis son concours. Ils firent le siège de Castelnaudary mais ce dernier fut fait prisonnier. L'armée de Gaston s'égaya. Louis-Jules du Châtelet après avoir montré sa bravoure lors de cette bataille prit la fuite à son tour. Gaston se retira à Béziers. 
À Troyes, une chambre présidée par Isaac de Laffenas, intendant de Champagne condamna Louis-Jules du Châtelet à être écartelé et tiré par quatre chevaux. Tous ses biens furent confisquées.

## Le démantèlement de son château
Sa femme, Christine de Gleiseneuve, ne put rien pour son mari mais essaya de faire opposition à la confiscation. Par le biais de cessions successives des biens saisis, elle réussit à récupérer les revenus de la baronnie de Cirey. Pendant ce temps là, Laffenas supervisa la démolition en 1633 de son château de Cirey. Le 18 janvier 1634, le roi après avoir tenu au parlement un lit de justice, offrit à son frère Gaston  son pardon et le rétablissement dans ses biens.
Louis-Jules du Châtelet profita de cette amnistie pour revenir à Cirey où il entreprit quelques réparations parmi les décombres des restes de son château. En 1643, il fit commencer les travaux de l'actuel château dans l'architecture de l'époque mais le plan en était trop vaste et Louis-Jules du Châtelet ne poursuivit pas son exécution.
Vers 1640, il décida également d'ériger un château sur sa terre de Loisey en s'emparant de terrains  et de bois au milieu du village en compensation d'une prétendue rançon versée pour éviter l'occupation de pillards pendant la guerre de Trente Ans.

## Retour en grâce
La disgrâce de Louis-Jules du Châtelet prit fin en 1645 et il retrouve son poste de gouverneur d'Aigues-Mortes mais aussi de la Tour-Carbonnière tout restant en relation avec Gaston d'Orléans. En 1559, il se démit de ses fonctions au bénéfice de son fils Charles et devint conseiller du roi.

## Possessions
Louis-Jules hérita à la mort de son père, de la châtellenie de Pierrefitte, des terres de Saint-Eulien et Haussignémont. Sa femme apporta en mariage les gagnages de Brillon, Andernay, Mognéville et Erize-les-Saint-Dizier. Son oncle, Antoine du Châtelet lui donna en héritage la baronnie de Cirey et les seigneuries qui en dépendaient ainsi que la baronnie de Saint-Amand. Louis XIII qui regardait la maison du Châtelet comme des étrangers fit saisir par droit d'aubaine ces deux dernières baronnies et en donna la confiscation à son frère Alexandre, chevalier de Vendôme. Louis-Jules dut faire prouver  qu'il était né au Château de Renesson et baptisé Trémont, paroisse située dans le duché de Bar et donc étant français, ses terres lui furent rendues. En 1647, il céda la seigneurie de Brouthières contre la moitié de celle de Brachay et acquit l'autre moitié plus tard. La seigneurie de Bouzancourt, aliénée pour les deux tiers par Antoine du Châtelet revient en possession de Louis-Jules après divers procès.

## Sources
- Dictionnaire de la noblesse, Badier, 1772
- Histoire généalogique de la maison du Châtelet de Dom Calmet, Nancy, 1741 ;
- Cirey-le-Château de L'abbé Piot, paru dans les Mémoires de la Société des lettres, des sciences, des arts, de l'agriculture et de l'industrie de Saint-Dizier, Tome 2, 1882